# The Stench of Redemption
The Stench of Redemption – ósmy studyjny album amerykańskiej grupy deathmetalowej Deicide. Wydawnictwo ukazało się 21 sierpnia w Europie oraz 22 sierpnia 2006 roku w USA na mocy kontraktu z brytyjską wytwórnią muzyczną Earache Records. Jest to pierwsze wydawnictwo grupy zrealizowane z gitarzystami Jackiem Owenem oraz Ralphem Santollą w składzie.  Płyta dotarła do 11. i 21. miejsca odpowiednio list Top Heatseekers i Top Independent Albums w Stanach Zjednoczonych.

## Lista utworów
Opracowano na podstawie materiału źródłowego.
| Nr  | Tytuł utworu                               | Słowa       | Muzyka       | Długość |
| --- | ------------------------------------------ | ----------- | ------------ | ------- |
| 1.  | „The Stench of Redemption”                 | Glen Benton | Steve Asheim | 4:09    |
| 2.  | „Death to Jesus”                           | Glen Benton | Steve Asheim | 3:53    |
| 3.  | „Desecration”                              | Glen Benton | Steve Asheim | 4:31    |
| 4.  | „Crucified for the Innocence”              | Glen Benton | Steve Asheim | 4:35    |
| 5.  | „Walk with the Devil in Dreams You Behold” | Glen Benton | Steve Asheim | 4:58    |
| 6.  | „Homage for Satan”                         | Glen Benton | Steve Asheim | 3:59    |
| 7.  | „Not of This Earth”                        | Glen Benton | Steve Asheim | 3:19    |
| 8.  | „Never to Be Seen Again”                   | Glen Benton | Steve Asheim | 3:24    |
| 9.  | „The Lord's Sedition”                      | Glen Benton | Steve Asheim | 5:41    |
| 10. | „Black Night (Bonus Track)”                | Glen Benton | Steve Asheim | 2:43    |
|     |                                            |             |              | 41:12   |

## Muzycy
Opracowano na podstawie materiału źródłowego.

- Glen Benton - gitara basowa, wokal prowadzący, słowa, producent wykonawczy
- Jack Owen - gitara rytmiczna, gitara prowadząca
- Ralph Santolla - gitara rytmiczna, gitara prowadząca
- Steve Asheim - perkusja, muzyka, produkcja muzyczna
- Scott Magrath - okładka, oprawa graficzna
- Jim Morris - inżynieria dźwięku
- Corbie Benton - zdjęcia
- Joe Rooney - zdjęcia
- Al Dawson - A&R
- Thorns Capricorn - kierownictwo artystyczne
- Tom Warner - oprawa graficzna